# GSC5721-1197
GSC5721-1197 — хімічно пекулярна зоря спектрального класу ?, що має видиму зоряну величину в смузі V приблизно 10,8.

## Пекулярний хімічний вміст
Зоряна атмосфера GSC5721-1197 має підвищений вміст Si.